# Blå december
"Blå december" är en sång skriven av Per Gessle. Den spelades in av honom 1984 och utgör sjunde spår på hans andra soloalbum Scener (1985). Den utkom också som första singel från detta album i december 1984.
"Blå december" producerades av Lasse Lindbom och spelades in i EMI Studios i Stockholm av Björn Norén. På låten medverkar Erik Strandh på dragspel, Erik Borelius på akustisk sologitarr, Gessle på akustisk gitarr, synth, munspel och sång och Anders Herrlin på bas och synth. Trumprogrammeringen gjordes av Herrlin, Lindbom och Gessle. Som B-sida valdes låten "Tänd ett ljus". Den spelades in i T&A Studio i Halmstad av Mats Persson och producerades av Gessle. På låten medverkar Persson på akustisk gitarr, elgitarr och dragspel och Gessle på piano, synth, bas, glockenspiel, tamburin och sång. Körar gör "The T&A Xmas Choir".
"Blå december" låg tre veckor på Tracks mellan den 14 och 26 januari 1985. Den gick in på plats 20 och nådde andra veckan 14:e plats för att tredje och sista veckan ligga på plats 16.
Singeln utkom också i en promotionversion utgiven på 12" vinyl. Låtordningen var identisk med den ordinarie singeln.

## Låtlista
Alla låtar är skrivna av Per Gessle.
1. "Blå december"
2. "Tänd ett ljus"

## Medverkande
"Blå december"
- Erik Borelius – akustisk sologitarr
- Per Gessle – akustisk gitarr, synth (Dx-7 och Jx-3P), munspel, sång, trumprogrammering
- Anders Herrlin – bas, synth (Dx-7 och Jx-3P), trumprogrammering
- Lasse Lindbom – producent, trumprogrammering
- Björn Norén – inspelning
- Erik Strandh – dragspel

"Tänd ett ljus"
- Per Gessle – piano, synth (Dx-7), bas, glockenspiel, tamburin, sång, producent
- Mats Persson – akustisk gitarr, elgitarr, dragspel, inspelning
- The T&A Xmas Choir – körsång

## Listplaceringar
| Lista (1985) | Topplacering |
| ------------ | ------------ |
| Tracks       | 14           |